# 1568 Aisleen
1568 Aisleen је астероид главног астероидног појаса са средњом удаљеношћу од Сунца која износи 2,352 астрономских јединица (АЈ).
Апсолутна магнитуда астероида је 12,1.